# Sancho IV của Pamplona

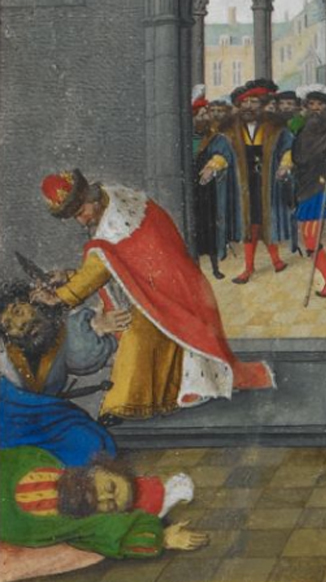
Tranh vẽ minh họa cảnh ám sát Sancho trong cuốn Phả hệ Bồ Đào Nha (Genealogia dos Reis de Portugal.).

Sancho Garcés IV (tiếng Tây Ban Nha: Sancho Garcés IV, tiếng Basque: Antso IV.a Gartzeitz; 1038 – 1076), còn được gọi là Sancho Quý tộc (tiếng Tây Ban Nha: Sancho el Noble, tiếng Basque: Antso Noblea) hay Sancho xứ Peñalén (tiếng Tây Ban Nha: Sancho el de Peñalén, tiếng Basque: Antso Peñalengoa), là vị vua thứ sáu của Vương quốc Pamplona, (tiền thân Vương quốc Navarra sau này). Ông là con trai trưởng của García III (hoặc IV). Ông còn có một người em là Alfonso, người được cho là đã ám sát ông để lên ngôi vua. Ông cũng xuất hiện trong trò chơi Đế chế II (Age of Empires II) tại phần El Cid, màn 1: Brother against Brother (tạm dịch: Huynh đệ tương tàn).

## Trị vì
Sau khi vua Ferdinand qua đời, đất nước của ông được thừa kế bởi các con trai của vua, là Sancho và Alfonso. Là con trai trưởng, Sancho được kế vị trở thành Vua Sancho IV và cai trị xứ Castille.
Khi lên ngôi, Vua Sancho IV đã phải đương đầu với tham vọng bành trướng của Vương quyền Aragon. Để chống lại sự thử thách này, ông đã thuyết phục được các lãnh chúa người Hồi giáo Moors làm chư hầu của mình để tăng cường lực lượng. Ông cũng tăng cường xây dựng các thành trì như Lâu đài Loarre vào năm 1073.
Ông cũng đã chiêu mộ và trọng dụng El Cid, là một kỵ sĩ ưu tú, một hiệp sĩ chân chính và là một bồi thần trung thành của ông. Dưới sự phục vụ của El Cid, Vua Sancho đã lần lượt đánh bại các đợt tấn công của Ramiro I của Aragon, giải tỏa được mối đe dọa cho vương quốc. Không những thế Sancho tiếp tục mở rộng lãnh thổ của mình, chinh phục cả các lãnh địa của người Tây Ban Nha Thiên chúa và các thành phố của người Hồi giáo Moors ở Zamora và Badajoz.

## Cái chết
Bên cạnh sự cai trị của Sancho ở Castille, người em của ông là Alfonso cũng đang cai trị ở Léon và đã có ý định công khai để trở thành vua của toàn xứ Tây Ban Nha. Điều đó dẫn đến những xung đột giữa Castille và Léon. Alfonso đã dùng trăm mưu ngàn kế quỷ quyệt để lên ngôi vua.
Vào năm 1072, Alfonso thông đồng với em gái Ermesinda để ám sát vua Sancho dưới tường thành Zamora ở Peñalén.
Sau khi vua Sancho chết thì ngay lập tức, Alfonso trở về từ Toledo và lên ngôi, trở thành Alfonso VI - vua của xứ Castile và León và trở thành người có quyền lực nhất của xứ Tây Ban Nha Thiên chúa giáo. Mặc dù vậy trong những bồi thần cũ của vua Sancho vẫn có người nghi ngời cái chết này trong đó có El Cid, để cũng cố quyền lực của mình, Alfonso đã tìm cách vu oan cho El Cid và trục xuất ông ra khỏi vương quốc.